# Tschechisches Warmblut
Bei dem Tschechischen Warmblut, auch Böhmisches oder Mährisches Warmblut genannt (tschechisch Český teplokrevník), handelt es sich um eine Sportpferderasse.
Hintergrundinformationen zur Pferdebewertung und -zucht finden sich unter: Exterieur, Interieur und Pferdezucht.

## Exterieur
Im Allgemeinen entspricht der Typ des Tschechischen Warmblutes dem des europäischen Warmblüters, jedoch ist es oftmals etwas robuster und solider als dieser gebaut.
Meist weisen Rassevertreter einen gefälligen, arabisch geprägten Kopf und einen genügend langen, jedoch nicht immer gut geformten Hals auf. Schulter, Rumpf und Kruppenpartie sind korrekt geformt und solide gebaut. Die Gliedmaßen sind oftmals inkorrekt gestellt, die Hufe zu weich. Insgesamt lässt die Harmonie zu wünschen übrig. Das Stockmaß beträgt um 165 Zentimeter.
Es finden sich in der Rasse vorherrschend Braune und Füchse, seltener sind auch Schimmel oder Rappen anzutreffen. Schecken treten nicht auf.

## Mechanik
Das Tschechische Warmblut bewegt sich fördernd und leicht. Es besitzt ein gutes Springvermögen.

## Interieur
Das Tschechische Warmblut hat einen unkomplizierten Charakter und ein williges und leistungsbereites Temperament.

## Eignung
Das Tschechische Warmblut wird meist als höherklassiges Freizeitpferd eingesetzt, zudem findet es als Reitschulpferd Verwendung.

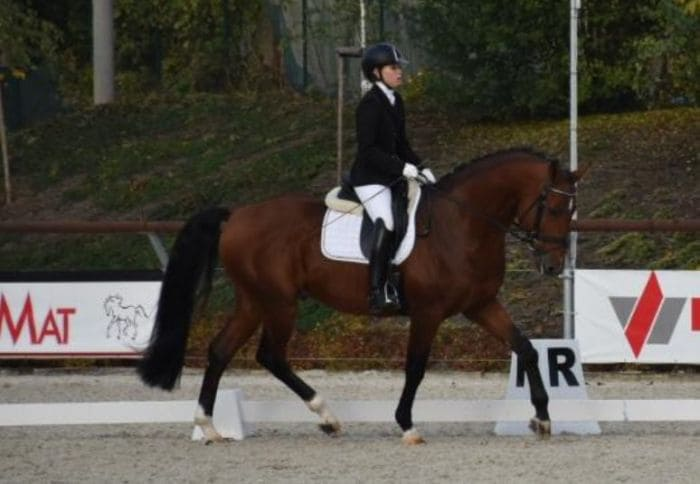
Dressurpferd
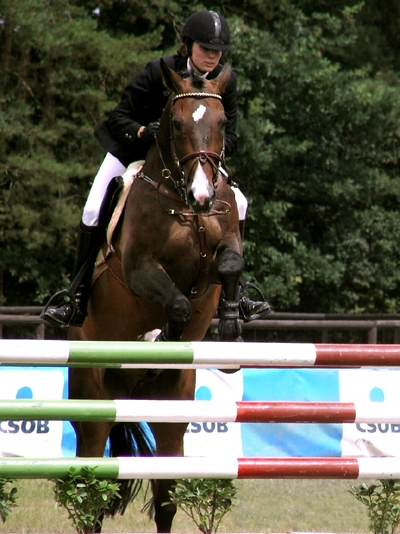
Springpferd
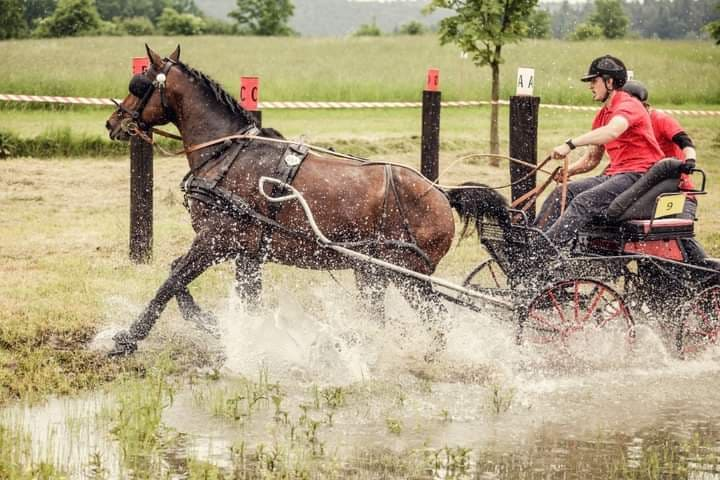
Fahrpferd

## Zucht
Früher vorwiegend in den Staatsgestüten gezüchtet, sind diese nach dem Zusammenbruch des Ostblocks mit der Ausnahme des Gestüts Kladrub privatisiert worden; die Zucht befindet sich somit überwiegend in Privathand. Zuchtpferde müssen sich in dem Gestüt Slatinany Leistungsprüfungen unterziehen.

## Geschichte
Ursprünglich wurden in Böhmen weitgehend Warmblüter gezüchtet, die schon früh durch zahlreiche Gestüte der adligen Gesellschaft mit spanischen und orientalischen Pferden, sowie später auch mit Englischen Vollblütern veredelt wurden. Erste Regelungen zur Pferdezucht wurden gegen Ende des 18. Jahrhunderts erlassen. Bis in die Mitte des 19. Jahrhunderts entwickelte sich eine hervorragend typisierte Pferdezucht, durch eine Intensivierung der Landwirtschaft wurden jedoch Weideflächen knapp, teilweise erlag die Zucht vollständig, teils entstand eine wilde Kreuzungszucht mit Englischen Voll- und Halbblütern, Norfolkern, Anglo-Normännern, Kladrubern, Lipizzanern und Orlow-Trabern sowie den Kaltblutrassen Ardenner und Noriker. Auch die Aufzucht ließ zu wünschen übrig. Im Südwesten Böhmens wurden die Warmblüter von einer auf Norikern und Belgiern basierenden Kaltblutzucht gänzlich verdrängt. In Böhmen unterließ das Militär ab 1875 die Remontierung (das Nachholen junger Pferde in die Armee).
Auf dem Staatsgestüt Kladrub (auf welchem heute fast ausschließlich Kladruber gezüchtet werden) züchtete man jedoch auch weiterhin Warmblüter. Nach dem Zusammenbruch der Monarchie 1918 wurde jedoch die gesamte Herde Cleveland Bays zerstreut, diese mussten aus Radauz und Mezöhegyes stammenden Pferden (es handelte sich um Furioso-North-Stars und Gidrans), welche der Tschechoslowakei 1920 durch den Frieden von Trianon zugesagt worden waren, weichen. Anfang der 1920er-Jahre wurden einige Oldenburger Beschäler eingesetzt, denen in den 1930er-Jahren Hannoveraner-Hengste folgten. Auch während der deutschen Besetzung von 1939 bis 1944 ist der Herde hannoversches Blut zugeführt worden.
Die Gefechte auf tschechischem Boden gegen Ende des Zweiten Weltkrieges fügten der Pferdepopulation einen großen Schaden zu, ebenso große Aushebungen von Remontepferden durch die deutsche Besatzung. In der Nachkriegszeit brach die Landwirtschaft im Zuge der Motorisierung als Absatzmarkt weg, jedoch war auch der Reit- und Turniersport in dem damals sozialistisch geführten Land kein alternativer Abnehmer, weswegen nur der Exportmarkt mit dem Westen als Hauptabnehmer blieb.
In der Zucht machte sich in den Nachkriegsjahren ein hannoversch gezogener, dreijährig erbeuteter Fuchs aus Schlesien als Stempelhengst einen Namen, er deckte zunächst 13 Jahre lang in der böhmischen Landeszucht als “Jeneral”, bevor er 1959 in Kladrub unter dem Namen “Alarm” als Hauptbeschäler aufgestellt wurde und weitere neun Jahre in der Zucht wirkte. Die Erfolge verleiteten die Zuchtführung zum Import weiterer Hannoveraner Beschäler, jedoch vernachlässigte man eine sorgfältige Auswahl. Die Qualität der Pferde büßte nachhaltig ein, das Erbmaterial der österreich-ungarischen Halbblutstämme ging verloren. Hinzu kam, dass eine Vielzahl von Zuchtprodukten eine Disposition zur Hufrollenentzündung besaß.
In den 1990er-Jahren waren Zukunftsaussichten im Hauptgestüt Kladrub düster, es wurde dort nur noch eine Herde von einem Dutzend Zuchtstuten, die auf Oldenburgischer, Hannoverscher und Englischer Vollblut-Grundlage gezogen waren, gehalten. Hauptziel war durch das Aufstellen von Holsteiner-Hengsten die Verbesserung der Springanlagen.  Auch Oldenburger kamen vermehrt zum Einsatz.
Ein Zuchtbuch besteht seit 1995.

## Bestand
Die zunehmende Population beläuft sich auf 18.000 bis 20.000 Exemplare (Stand 2021). Als Zuchtpferde eingesetzt werden circa 9.000 Stuten und 200 Hengste.